# 時よ、前進! (組曲)
『時よ、前進!』（ときよぜんしん、露: Время, вперёд! ヴリェーミャ・フピリョート、英: Time, forward!）は、ゲオルギー・スヴィリードフが1965年に作った楽曲。

## 概要
この楽曲は映画『時よ、前進!』の音楽として制作された。組曲であり、6つの曲から構成されている。
第6曲の「時よ、前進！」は、モスクワ放送（旧・ロシアの声・現・ラジオスプートニク）日本語版のニュース解説番組「ラジオジャーナル『今日の話題』」のオープニングに長らく用いられていたほか、ソビエト連邦中央テレビ（現・チャンネル1）で夜9時から放送されているニュース「ヴレーミャ」のオープニングに、1986年から30年以上用いられている。また、2014年ソチオリンピックの開会式でも、アトラクションのBGMに用いられた。

## 編成
- 木管楽器: ピッコロ、フルート2、オーボエ3（第3奏者はコーラングレ持ち替え）、クラリネット3（第3奏者はバスクラリネット持ち替え）、ファゴット2、コントラファゴット
- 金管楽器: ホルン4、トランペット3、トロンボーン3、テューバ
- 打楽器: ティンパニ、トライアングル、スネアドラム、ウッドブロック、シンバル、バスドラム
- 鍵盤楽器と弦楽器: チェレスタ、ハープ2、ピアノ（マイクで拡声されなければならない）、弦五部

## 構成
1. ウラルの曲 - Уральский напев - Urals Tune
2. チャストゥーシカ - Частушка - Chastushka (Limerick)
3. 行進曲 - Марш - March
4. 小さなフォックストロット - Маленький фокстрот - Little Foxtrot
5. 夜 - Ночь - Night
6. 時よ、前進！ - Время, вперёд! - Time, forward!